# Ерза Муколі
Ерза Муколі, (фр. Erza Muqoli, нар. 21 вересня 2005 (19 років), Сарегемін, Франція) —  французька співачка, учасниця дев’ятого сезону телешоу La France a un incroyable talent.  З 2015 по 2018 була учасником дитячої поп-групи Kids United. 
25 жовтня 2019 року випустила свій перший альбом під назвою Erza Muqoli у співпраці з Vianney.

## Життєпис

### Дитинство та родина
Ерза народилася в місті Саррегемін  . Її батьки — етнічні албанці , родом із Косова , що виїхали з Югославії до Франції в першій половині 1990-х   . У неї є старший брат Кораб і дві старші сестри Флака і Сара. В інтерв’ю RTBF вона заявила, що «пишається тим, що є албанкою» і що для неї було неможливо створити альбом, не додавши в нього албанської нотки.

### Навчання
У віці 7 років  почала брати уроки гри на фортепіано в музичній школі в місті Сарральб  Її вчитель музики Паскаль Вебер регулярно публікував відео її гри та співу в Інтернеті .

## Кар'єра
У 2014-2015 роках Ерза брала участь у дев'ятому сезоні французького телешоу La France a un incredible talent (український телепроєкт Україна має талант) де дійшла до фіналу посівши 3 місце. 

### Kids United
У 2015 році Ерза продовжила свою музичну кар'єру увійшовши до складу дитячого поп гурту Kids United, створеного в рамках кампанії ЮНІСЕФ Франція  . Їй було 10 років, коли група дебютувала з першим синглом On écrit sur les murs, який став справжнім хітом у Франції.
У 2016 році вона озвучила персонажа Люсі для французького дубляжу мультфільму «Снігова битва»  .

### Сольна кар'єра
24 травня 2019 року Муколі випустила свій перший сингл під назвою Je chanterai . Пісня, слова та музику до якої написав Віанні. 
6 вересня 2019 року побачила світ акустична балада під назвою Dommage, також складена Віанні , яка станом на 18 жовтня 2019 року зайняла 96 позицію у рейтингу найбільш завантажуваних синглів у Франції  .
Перший сольний альбом Ерзи під назвою Erza Muqoli був випущений 25 жовтня 2019 року    і 11 листопада 2019 р. опинився на 31 позиції у франкомовному бельгійському рейтингу. Альбом написаний та скомпонований Віанні , за винятком пісні Vous étiez là, яку написала молода співачка.

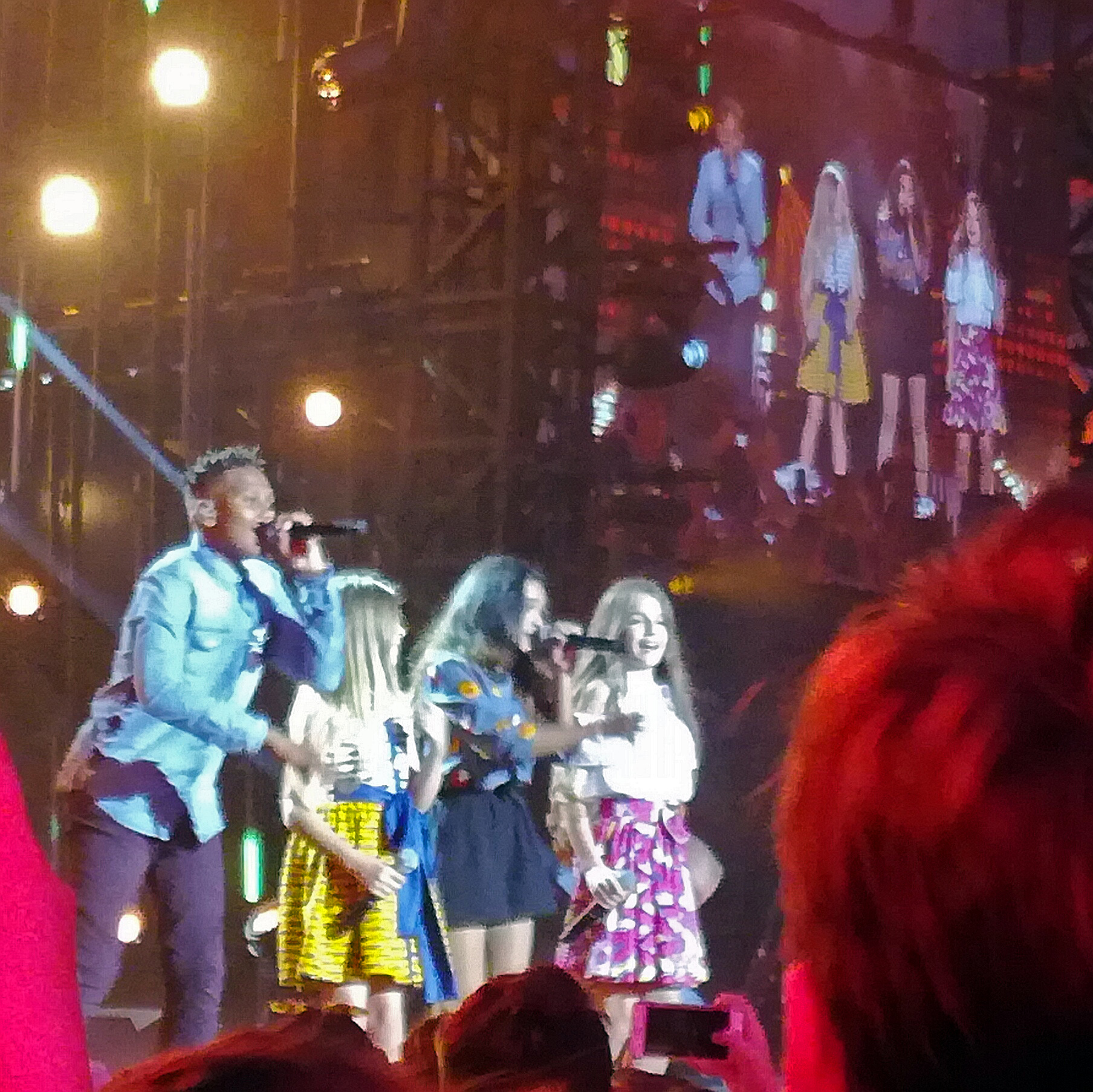
Ерза (праворуч) виступає у складі гурту Kids United у липні 2017 року.

Перед виходом альбому був знятий фільм-концерт (28 серпня в Cirque d'hiver Bouglione у Парижі) під назвою Erza Muqoli: Le concert privé au cinéma, який показували у кінотеатрах Франції з 19 по 25 жовтня 2019 року. У цьому фільмі Ерза презентує пісні зі свого альбому   .
7 грудня 2019 року вона була гостею Патріка Брюеля на Аккор Арена, де виконала  пісні Louise і Mistral Gagnant.
20 грудня Ерза досягла 100 тисяч підписників на своєму YouTube-каналі "Erza Muqoli" та отримала кнопку YouTube.
13 жовтня 2021 року до 25-го ювілейного альбому лейблу Tôt ou tard з іншими виконавцями зробила кавер на пісню Blue виконавця Cats on Trees.

### Албанська спадщина
Будучи з Косова, Ерзу регулярно запрошують на косовські чи албанські телеканали, такі як Soirée, Kohavision або Oxygen . 30 липня 2019 року Ерза дала свій перший сольний концерт у столиці Косова Приштині. 5 березня 2020 року дала інтерв’ю телеканалу Kohavision а також провела концерт, на якому виконала кавер на пісню Xhamadani Vija Vija, акомпануючи собі на фортепіано.
20 листопада 2018 року разом з іншими албанськими артистами, такими як Дуа Ліпа та Інва Мула заспівала перед Папою Римським у Ватикані на честь албанського героя Ґєрджа Кастріота Скендербеу.
6 листопада 2021 року, заспівала у Відні, щоб допомогти албанським дітям, а 28 листопада 2021 року з тією ж метою в Парижі разом з Інвою Мулою та Генком Тукічі.
Влітку 2022 року Ерза заспівала разом із відомим албанським тенором Раме Лахаєм, а також іншими міжнародними співаками. На концерті була присутня президент Косово Вйоса Османі, і він транслювався в прямому ефірі по косовському телебаченню.
Через кілька днів після святкування свого 17-річчя 24 вересня 2022 року, Ерза відкривала шоу Easy Shqip у Кельні (шоу, на якому збираються найкращі албанські артисти) піснею Xhamadani Vija Vija.

### La Green Team
У червні 2020 разом з групою молодих виконавців що поширюють ідеї захисту навколишнього середовища La Green Team, музичним гуртом Kids United Nouvelle Génération, а також іншими виконавцями випустила музичний кліп Les Enfants du monde  .

### Meurtres à Porquerolles
У жовтні 2021 року взяла участь у зйомках Французького телефільму Meurtres à Porquerolles що входить до збірки  Meurtres à..., де зіграла роль Аліси  .

## Дискографія

### Альбоми
| №             | Альбоми                                                                    | Позиції    | Позиції | Позиції | Трек-лист |
| №             | Альбоми                                                                    | FRA        | BEL Wa  | SWI     | Трек-лист |
| ------------- | -------------------------------------------------------------------------- | ---------- | ------- | ------- | --- |
| 1             | Erza Muqoli - Випущений: 25 жовтня 2019 - Лейбл: VF Musiques (Tôt ou tard) | 31         | 37      | 95      | \| Список треків \| Список треків \| Список треків \| \| # \| Назва \| Тривалість \| \| ------------- \| --------------------------- \| ------------- \| \| 1. \| «Fillim» \| 1:38 \| \| 2. \| «Les étoiles» \| 2:59 \| \| 3. \| «Devant» \| 3:36 \| \| 4. \| «Pourquoi certains gagnent» \| 3:10 \| \| 5. \| «Je chanterai» \| 3:35 \| \| 6. \| «Dommage» \| 4:48 \| \| 7. \| «Ma prière d'enfant» \| 3:51 \| \| 8. \| «Margaux» \| 4:03 \| \| 9. \| «Tant qu'on est là» \| 3:39 \| \| 10. \| «C'est quoi ça» \| 3:25 \| \| 11. \| «Les hologrammes» \| 4:23 \| \| 12. \| «Vous étiez là» \| 5:05 \| |
| Список треків |                                                                            |            |         |         | |
| #             | Назва                                                                      | Тривалість |         |         | |
| 1.            | «Fillim»                                                                   | 1:38       |         |         | |
| 2.            | «Les étoiles»                                                              | 2:59       |         |         | |
| 3.            | «Devant»                                                                   | 3:36       |         |         | |
| 4.            | «Pourquoi certains gagnent»                                                | 3:10       |         |         | |
| 5.            | «Je chanterai»                                                             | 3:35       |         |         | |
| 6.            | «Dommage»                                                                  | 4:48       |         |         | |
| 7.            | «Ma prière d'enfant»                                                       | 3:51       |         |         | |
| 8.            | «Margaux»                                                                  | 4:03       |         |         | |
| 9.            | «Tant qu'on est là»                                                        | 3:39       |         |         | |
| 10.           | «C'est quoi ça»                                                            | 3:25       |         |         | |
| 11.           | «Les hologrammes»                                                          | 4:23       |         |         | |
| 12.           | «Vous étiez là»                                                            | 5:05       |         |         | |

### Сингли
| Роки | Назва        | Позиції | Позиції | Альбом      |
| Роки | Назва        | FRA     | BEL Wa  | Альбом      |
| ---- | ------------ | ------- | ------- | ----------- |
| 2019 | Je chanterai | 123     | 36      | Erza Muqoli |

### Інші пісні в рейтингу
| Роки | Назва   | Позиції | Позиції | Альбом      |
| Роки | Назва   | FRA     | BEL Wa  | Альбом      |
| ---- | ------- | ------- | ------- | ----------- |
| 2019 | Dommage | 96      | —       | Erza Muqoli |

## Фільмографія

### Телефільми
- 2022: Зіграла Алісу у Meurtres à Porquerolles[fr]

### Французький дубляж
- 2016: Озвучила Люсі у мультфільмі «Снігова битва» [22]

### Фільми-концерти
- 2019: Erza Muqoli: le concert privé au cinéma[23][24]